# Espectroscopia nuclear
Espectroscopia nuclear é um conceito superordenado de métodos que utiliza propriedades de um nuclídeo para sondar as propriedades das matérias. Pela emissão ou absorção de radiação do nuclídeo se obtém informação da estrutura local, como a interação entre um átomo e seus vizinhos mais próximos. Ou o espectro radioativo do nuclídeo é detectado. Grande parte dos métodos se baseiam em interações hiperfinas, que são a interação do nuclídeo com sua interação de elétrons de seu átomo e sua interação com os átomos vizinhos mais próximos, assim como campos externos. Espectroscopia nuclear é principalmente aplicado a sólidos e líquidos, raramente em gases. Estes métodos são ferramentas importantes em física da matéria condensada e química do estado sólido.

## Métodos
Em física nuclear estes métodos são utilizados para estudar propriedades do próprio nuclídeo.
Métodos para estudo dos nuclídeos:
- Espectroscopia gama
- Espectroscopia hipernuclear[6]

Métodos para estudos de matéria condensada:
- Ressonância magnética nuclear (MRI)
- Espectroscopia Mössbauer
- Correlação angular perturbada (CAP, CAPDT, espectroscopia CAP)
- Espectroscopia de spin muônico
- Orientação nuclear
- Canalização
- Análise de reação nuclear
- Ressonância quadrupolar nuclear (RQN)